# Kerstin Thiele
Kerstin Teichert geb. Thiele (* 26. August 1986 in Riesa) ist eine deutsche Judoka und Olympiazweite, die für den JC Leipzig in der Gewichtsklasse bis 70 kg antritt.
Sie absolvierte eine Ausbildung im Leistungssportprojekt der Bundespolizei, die sie 2010 als Polizeimeisterin abschloss.

## Karriere
Thiele gewann 2005 die U20-Europameisterschaften, 2007 belegte sie den zweiten Platz bei den U23-Europameisterschaften. 2008 gewann sie die Bronzemedaille bei den Europameisterschaften und bei den Mannschaftsweltmeisterschaften. 2008, 2009 und 2013 gewann die Judoka vom JC Leipzig den deutschen Meistertitel. Bei den Europameisterschaften 2009 unterlag Thiele erst im Finale gegen die Französin Lucie Décosse und erhielt die Silbermedaille. Im Januar 2011 siegte Kerstin Thiele in Sofia erstmals bei einem Weltcup-Turnier.
Bei der Nominierung für die Olympischen Spiele 2012 erhielt Kerstin Thiele den Vorzug vor der Berlinerin Iljana Marzok, obwohl Marzok in der Weltrangliste vor Thiele lag und im Gegensatz zu Thiele auf den internationalen Qualifikationslisten der Internationalen Judo-Föderation eingetragen war. Ausschlaggebend war Thieles fünfter Platz beim Grand-Prix-Turnier in Düsseldorf.
Ihr größter Erfolg ist die Silbermedaille bei den Olympischen Spielen in London 2012, bei denen sie als Außenseiterin das Finale erreichte, in welchem sie gegen die Weltmeisterin von 2010 und 2011 Lucie Décosse unterlag.
In der 1. Judo-Bundesliga führte Kerstin Thiele das Team des Jucoclub Leipzig als Kapitänin an.

## Erfolge
- 2005:
  - Europameisterin U20 in Zagreb
- 2007:
  - 2. Platz Europameisterschaften der U23 in Salzburg
- 2008:
  - 3. Platz Europameisterschaften in Lissabon
  - 3. Platz Weltmeisterschaften (Team) in Tokio
- 2009:
  - 2. Platz Europameisterschaften in Tbilissi
  - 2. Platz Grand Slam Rio de Janeiro
  - 3. Platz Grand Slam Moskau
  - 3. Platz Grand Slam Paris
- 2010:
  - 5. Platz Grand Slam Kano-Cup in Tokio
- 2011:
  - 1. Platz Welt-Cup Sofia
  - 2. Platz Grand Slam Paris
- 2012:
  - 2. Platz Olympische Spiele 2012 in London
  - 2. Platz Europameisterschaft (Team) in Tscheljabinsk
- 2013:
  - 5. Platz Grand Slam Kano-Cup in Tokio
- 2014:
  - 3. Platz Grand Prix Qingdao
- 2015:
  - 3. Platz Grand Prix Tbilisi
  - 5. Platz Grand Slam Baku

## Ehrungen
- 2012: Silbernes Lorbeerblatt[4]
- 2012: Sportlerin des Jahres der Landes- und Bundespolizei